# Němčičky (district de Brno-Campagne)
Pour les articles homonymes, voir Němčičky.
Němčičky (en allemand : Klein-Niemtschitz) est une commune du district de Brno-Campagne, dans la région de Moravie-du-Sud, en République tchèque. Sa population s'élevait à 323 habitants en 2020.

## Géographie
Němčičky se trouve à 9 km à l'ouest-sud-ouest de Rajhrad, à 18 km au sud-sud-ouest de Brno et à 188 km au sud-est de Prague.
La commune est limitée par Mělčany au nord, par Bratčice au nord-est, par Medlov au sud-est, par Malešovice au sud, par Kupařovice à l'ouest et par Pravlov à l'ouest.

## Histoire
La première mention écrite de la localité date de 1354.